# بروكار (مسلسل)
بروكار هو مسلسل درامي اجتماعي سوري من نوع البيئة الشامية، من بطولة عبد الهادي الصباغ، جمال قبش سلمى المصري، زهير رمضان، يزن خليل، سعد مينه، وعرض في شهر رمضان 2020.

## قصة المسلسل
تدور أحداث المسلسل خلال فترة الاحتلال الفرنسي لسوريا عام 1942، حيث سيحاول أحد المهندسين الفرنسيين سرقة فكرة صناعة أقمشة  البروكار

## شخصيات المسلسل
| اسم الممثل           | الدور              |
| -------------------- | ------------------ |
| عبد الهادي الصباغ    | أبو النور          |
| سلمى المصري          | أم النور           |
| نادين خوري           | د. أنطوانيت        |
| مها المصري           | عفاف أم عصمت       |
| زهير رمضان           | عزمي بيك أبو عصمت  |
| صفوح ميماس           | أبو نعيم           |
| معن عبدالحق          | كريم               |
| علاء قاسم            | طاووس              |
| قاسم ملحو            | هنائي              |
| كناز سالم            | كابتن              |
| عبدالرحمن أبو القاسم | أبو تحسين الحكواتي |
| وائل زيدان           | سعدو               |
| أيمن بهنسي           | أبو زهدي           |
| محمود خليلي          | الجنرال            |
| حنان اللولو          | حنان               |
| سليم صبري            | أبو الحسن          |
| ناصر وردياني         | الشيخ أبو الحكم    |
| يزن خليل             | عصمت               |
| زينة بارافي          | بثينة              |
| فيلدا سمور           | أم عزمي            |
| باسل خليل            | الضابط جوني        |
| ماهر الراعي          | خطار               |
| رامز عطا الله        | أبو قاعود          |
| بسام مرهج            | أبوقاعود           |
| زينة توكلنا          | أم قاعود           |
| رنا أبيض             | فريال              |
| سعد مينه             | عزام الهمشري       |
| زامل الزامل          | غزال               |

## عرض على القنوات
- قناة سورية دراما
- قناة سما السورية
- قناة السومرية العراقية
- قناة المنار اللبنانية
- قناة رؤيا الأردنية
- قناة NBN اللبنانية
- قناة on e المصرية
- قناة لانا السورية
- قناة الظفرة الإماراتية
- قناة عمان مسقط العمانية
- قناة الشاهد الكويتية